# Hoplopleura dendromuris
Hoplopleura dendromuris är en insektsart som beskrevs av Johnson 1962. Hoplopleura dendromuris ingår i släktet Hoplopleura och familjen gnagarlöss. Inga underarter finns listade i Catalogue of Life.